# Harald J. Wester
Harald J. Wester (* 26. Februar 1958 in Linz am Rhein) ist ein deutscher Manager und Leitender Ingenieur bei Stellantis. Er war bis 2016 CEO von Alfa Romeo sowie von Maserati.

## Leben
Harald J. Wester war bei der Volkswagen AG in Wolfsburg von 1991 bis 1995 Leiter der Sparte Fahrzeugforschung und neue Konzepte (Vehicle Research & New Concepts). Ende 1995 wechselte er zur Audi AG nach Ingolstadt als Programmleiter (Program Manager) für die A2-Modelle und Sonderfahrzeuge, wo er bis Januar 1999 blieb.
Für die Ferrari S.p.A. war er in Italien als Leiter der Produktentwicklung bis Januar 2002 zuständig. Nach einer kurzen Tätigkeit bei Magna Steyr AG als Leiter der Sparte Engineering und als Technischer Leiter (Group President Engineering und Chief Technical Officer) kam er im Jahr 2004 schließlich zu Fiat S.p.A., wo er zunächst als Technischer Leiter (Chief Technical Officer) von Fiat Group Automobiles und später auch als Technischer Leiter der Fiat S.p.A. tätig wurde.
Zusätzlich zu diesen Aufgaben erfolgte im August 2008 die Ernennung zum Vorstandsvorsitzenden der Maserati S.p.A. und im Januar 2009 zum Vorstandsvorsitzenden von Abarth & C. S.p.A.
Von Januar 2010  bis 2016 übernahm er die Verantwortung für die Automobilmarke Alfa Romeo der Fiat S.p.A. als Chief Executive Officer.
Seit Januar 2021 war er als Leitender Ingenieur im Konzern Stellantis tätig.